# Northeast Grand Prix 2021
Navigation
Édition précédente Édition suivante
La 30e édition du Northeast Grand Prix 2021 (officiellement appelé le 2021 Northeast Grand Prix) a été une course de voitures de sport organisée sur le Lime Rock Park en Connecticut, aux États-Unis, qui s'est déroulée du 16 juillet 2021 au 17 juillet 2021. Il s'agissait de la septième manche du championnat WeatherTech SportsCar Championship 2021 et seuls les catégories GTLM et GTD de voitures du championnat ont participé à la course.

## Circuit
Le Lime Rock Park est un circuit naturel de sports mécaniques situé à Lime Rock dans le Connecticut aux États-Unis.
Lime Rock est unique parmi les circuits américains professionnels car c'est le seul qui ne possède pas de tribunes ou de gradins. De petites collines à l'intérieur et à l'extérieur de la piste permettent aux spectateurs une bonne visibilité de la piste. Il y règne une atmosphère de pique-nique grâce à l'environnement alentour semblable à un parc. En 2009, le circuit a été inscrit au Registre national des lieux historiques.
Lime Rock Park est un circuit rapide et fluide avec une seule vraie zone de freinage, située dans le virage 1, appelée Big Bend. Le rythme, le dynamisme et la connaissance du circuit sont les clés pour réaliser un tour rapide.

## Qualifications
| Pos. | Classe | N° | Écurie                                   | Pilote           | Temps    | Écart     | Grille |
| 1    | GTLM   | 3  | Corvette Racing                          | Jordan Taylor    | 49 s 958 | --        | 1      |
| 2    | GTLM   | 4  | Corvette Racing                          | Tommy Milner     | 50 s 100 | + 0 s 142 | 2      |
| 3    | GTLM   | 79 | WeatherTech Racing                       | Cooper MacNeil   | 50 s 833 | + 0 s 875 | 3      |
| 4    | GTD    | 14 | Vasser Sullivan Racing                   | Jack Hawksworth  | 51 s 545 | + 1 s 587 | 4      |
| 5    | GTD    | 76 | Compass Racing                           | Mario Farnbacher | 51 s 593 | + 1 s 635 | 5      |
| 6    | GTD    | 19 | GRT Grasser Racing Team                  | Franck Perera    | 51 s 648 | + 1 s 690 | 6      |
| 7    | GTD    | 9  | Pfaff Motorsports                        | Laurens Vanthoor | 51 s 651 | + 1 s 693 | 7      |
| 8    | GTD    | 66 | Gradient Racing                          | Marc Miller (en) | 51 s 686 | + 1 s 728 | 8      |
| 9    | GTD    | 16 | Wright Motorsports                       | Patrick Long     | 51 s 710 | + 1 s 752 | 9      |
| 10   | GTD    | 1  | Paul Miller Racing                       | Bryan Sellers    | 51 s 787 | + 1 s 829 | 10     |
| 11   | GTD    | 12 | Vasser Sullivan Racing                   | Zach Veach (en)  | 51 s 790 | + 1 s 832 | 11     |
| 12   | GTD    | 96 | Turner Motorsport                        | Bill Auberlen    | 51 s 952 | + 1 s 994 | 12     |
| 13   | GTD    | 23 | The Heart of Racing                      | Ross Gunn        | 51 s 969 | + 2 s 011 | 13     |
| 14   | GTD    | 39 | CarBahn avec Peregrine Racing            | Jeff Westphal    | 52 s 047 | + 2 s 089 | 14     |
| 15   | GTD    | 88 | Team Hardpoint EBM                       | Katherine Legge  | 52 s 667 | + 2 s 709 | 15     |
| 16   | GTD    | 44 | Magnus Racing avec Archangel Motorsports | Andy Lally       | 52 s 996 | + 3 s 038 | 16     |

## Course

### Classement de la course
Voici le classement officiel au terme de la course.
- Les vainqueurs de chaque catégorie sont signalés par un fond jauni.
- Pour la colonne Pneus, il faut passer le curseur au-dessus du modèle pour connaître le manufacturier de pneumatiques.

| Pos | Classe | no | Écurie                                   | Pilotes                              | Châssis                      | Pneus | Tours | Temps               |
| --- | ------ | -- | ---------------------------------------- | ------------------------------------ | ---------------------------- | ----- | ----- | ------------------- |
| Pos | Classe | no | Écurie                                   | Pilotes                              | Moteur                       | Pneus | Tours | Temps               |
| 1   | GTLM   | 3  | Corvette Racing                          | Antonio García Jordan Taylor         | Chevrolet Corvette C8.R      | M     | 100   | 1 h 28 min 29 s 019 |
| 1   | GTLM   | 3  | Corvette Racing                          | Antonio García Jordan Taylor         | Chevrolet 5,5 L V8 Atmo      | M     | 100   | 1 h 28 min 29 s 019 |
| 2   | GTLM   | 4  | Corvette Racing                          | Tommy Milner Nick Tandy              | Chevrolet Corvette C8.R      | M     | 100   | 18 s 134            |
| 2   | GTLM   | 4  | Corvette Racing                          | Tommy Milner Nick Tandy              | Chevrolet 5,5 L V8 Atmo      | M     | 100   | 18 s 134            |
| 3   | GTLM   | 79 | WeatherTech Racing                       | Cooper MacNeil Mathieu Jaminet       | Porsche 911 RSR-19           | M     | 100   | 27 s 793            |
| 3   | GTLM   | 79 | WeatherTech Racing                       | Cooper MacNeil Mathieu Jaminet       | Porsche 4,2 L Flat-6 Atmo    | M     | 100   | 27 s 793            |
| 4   | GTD    | 23 | The Heart of Racing                      | Roman De Angelis Ross Gunn           | Aston Martin Vantage AMR GT3 | M     | 98    | + 2 tours           |
| 4   | GTD    | 23 | The Heart of Racing                      | Roman De Angelis Ross Gunn           | Aston Martin 4,0 L V8 Turbo  | M     | 98    | + 2 tours           |
| 5   | GTD    | 1  | Paul Miller Racing                       | Bryan Sellers Madison Snow           | Lamborghini Huracán GT3 Evo  | M     | 98    | + 2 tours           |
| 5   | GTD    | 1  | Paul Miller Racing                       | Bryan Sellers Madison Snow           | Lamborghini 5,2 L V10 Atmo   | M     | 98    | + 2 tours           |
| 6   | GTD    | 14 | Vasser Sullivan Racing                   | Jack Hawksworth Aaron Telitz         | Lexus RC F GT3               | M     | 98    | + 2 tours           |
| 6   | GTD    | 14 | Vasser Sullivan Racing                   | Jack Hawksworth Aaron Telitz         | Lexus 5,0 L V8 Atmo          | M     | 98    | + 2 tours           |
| 7   | GTD    | 9  | Pfaff Motorsports                        | Zacharie Robichon Laurens Vanthoor   | Porsche 911 GT3 R            | M     | 98    | + 2 tours           |
| 7   | GTD    | 9  | Pfaff Motorsports                        | Zacharie Robichon Laurens Vanthoor   | Porsche 4,0 L Flat-6 Atmo    | M     | 98    | + 2 tours           |
| 8   | GTD    | 96 | Turner Motorsport                        | Bill Auberlen Robby Foley            | BMW M6 GT3                   | M     | 98    | + 2 tours           |
| 8   | GTD    | 96 | Turner Motorsport                        | Bill Auberlen Robby Foley            | BMW 4,4 L V8 Turbo           | M     | 98    | + 2 tours           |
| 9   | GTD    | 39 | CarBahn avec Peregrine Racing            | Richard Heistand (de) Jeff Westphal  | Audi R8 LMS                  | M     | 97    | + 3 tours           |
| 9   | GTD    | 39 | CarBahn avec Peregrine Racing            | Richard Heistand (de) Jeff Westphal  | Audi 5,2 L V10 Atmo          | M     | 97    | + 3 tours           |
| 10  | GTD    | 19 | GRT Grasser Racing Team                  | Misha Goikhberg Franck Perera        | Lamborghini Huracán GT3 Evo  | M     | 97    | + 3 tours           |
| 10  | GTD    | 19 | GRT Grasser Racing Team                  | Misha Goikhberg Franck Perera        | Lamborghini 5,2 L V10 Atmo   | M     | 97    | + 3 tours           |
| 11  | GTD    | 16 | Wright Motorsports                       | Trent Hindman Patrick Long           | Porsche 911 GT3 Evo          | M     | 97    | + 3 tours           |
| 11  | GTD    | 16 | Wright Motorsports                       | Trent Hindman Patrick Long           | Porsche 4,0 L Flat-6 Atmo    | M     | 97    | + 3 tours           |
| 12  | GTD    | 76 | Compass Racing                           | Jeff Kingsley Mario Farnbacher       | Acura NSX GT3 Evo            | M     | 97    | + 3 tours           |
| 12  | GTD    | 76 | Compass Racing                           | Jeff Kingsley Mario Farnbacher       | Acura 3,5 L V6 Turbo         | M     | 97    | + 3 tours           |
| 13  | GTD    | 12 | Vasser Sullivan Racing                   | Frankie Montecalvo Zach Veach (en)   | Lexus RC F GT3               | M     | 97    | + 3 tours           |
| 13  | GTD    | 12 | Vasser Sullivan Racing                   | Frankie Montecalvo Zach Veach (en)   | Lexus 5,0 L V8 Atmo          | M     | 97    | + 3 tours           |
| 14  | GTD    | 66 | Gradient Racing                          | Till Bechtolsheimer Marc Miller (en) | Acura NSX GT3 Evo            | M     | 97    | + 3 tours           |
| 14  | GTD    | 66 | Gradient Racing                          | Till Bechtolsheimer Marc Miller (en) | Acura 3,5 L V6 Turbo         | M     | 97    | + 3 tours           |
| 15  | GTD    | 88 | Team Hardpoint EBM                       | Rob Ferriol Katherine Legge          | Porsche 911 GT3 R            | M     | 96    | + 4 tours           |
| 15  | GTD    | 88 | Team Hardpoint EBM                       | Rob Ferriol Katherine Legge          | Porsche 4,0 L Flat-6 Atmo    | M     | 96    | + 4 tours           |
| 16  | GTD    | 44 | Magnus Racing avec Archangel Motorsports | Andy Lally John Potter               | Acura NSX GT3 Evo            | M     | 95    | + 5 tours           |
| 16  | GTD    | 44 | Magnus Racing avec Archangel Motorsports | Andy Lally John Potter               | Acura 3,5 L V6 Turbo         | M     | 95    | + 5 tours           |

## Pole position et record du tour
- Pole position :  Jordan Taylor (#3  Corvette Racing) en 49 s 958
- Meilleur tour en course :  Mathieu Jaminet (#79 WeatherTech Racing) en 50 s 746

## Tours en tête
- no 3 Chevrolet Corvette C8.R - Corvette Racing :  100 tours (1-100)[3]

## À noter
- Longueur du circuit : 1,474 miles
- Distance parcourue par les vainqueurs : 147,4 miles